# Murs d'enceinte de Salonique
| |  |  |
| Agrandissement du mur de Thessalonique depuis l'antiquité sur la gauche la période romaine puis Byzantine sur la droite. |  |  |

Le mur d'enceinte  est une construction qui est à Thessalonique en Grèce et enserrait la ville jusqu'au XIXe siècle.

## Histoire
Remontant à l'antiquité, la fortification de la ville est attestée au IVe siècle pour entourer et défendre la ville. Il fut remanié plusieurs fois et en particulier au cours de la période byzantine. Il entourait la ville jusqu'au XIXe siècle. 
Le mur d'enceinte part, à l'ouest du bord de mer pour aller jusqu'au fort de l'Heptapyrgion se trouvant dans l'angle nord-est de l'acropole et qui surplombe la ville. Si l'enceinte urbaine de Thessalonique remonte à la fondation de cette ville fortifiée par Cassandre en 316 avant Jésus-Christ, les remparts de l'acropole, pour l'essentiel encore visibles aujourd'hui, datent de l'Antiquité tardive (fin du IVe siècle), sous le règne de l'empereur Théodose Ier. Elle forme ainsi une enclave dans le mur qui rejoint par l'est la mer au niveau de la Tour blanche.
La ville actuelle englobe les restes du mur qui forment une bande discontinue dans l'urbanisation de la ville ; depuis des tronçon entourés de verdure jusqu'à des parties disparue par l'édification de bâtiments modernes.
Le mur d’enceinte est inscrit depuis 1988 sur la liste du patrimoine mondial de l'UNESCO au sein du bien intitulé « Monuments paléochrétiens et byzantins de Thessalonique ».

## Galerie

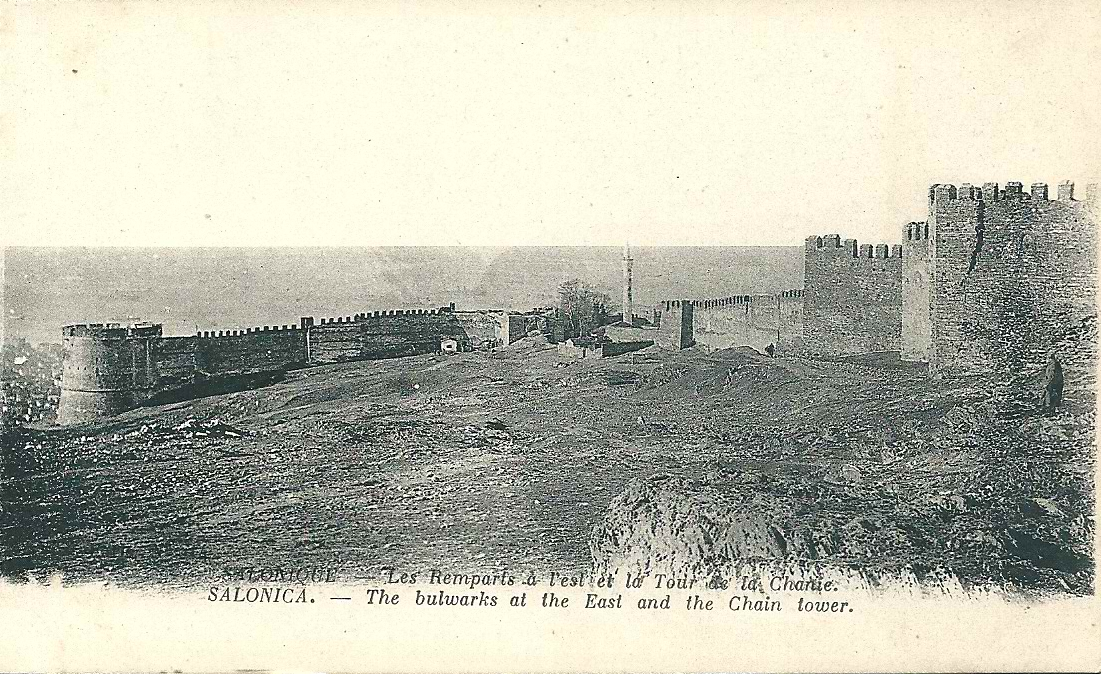
Au tournant de la Première Guerre mondiale.
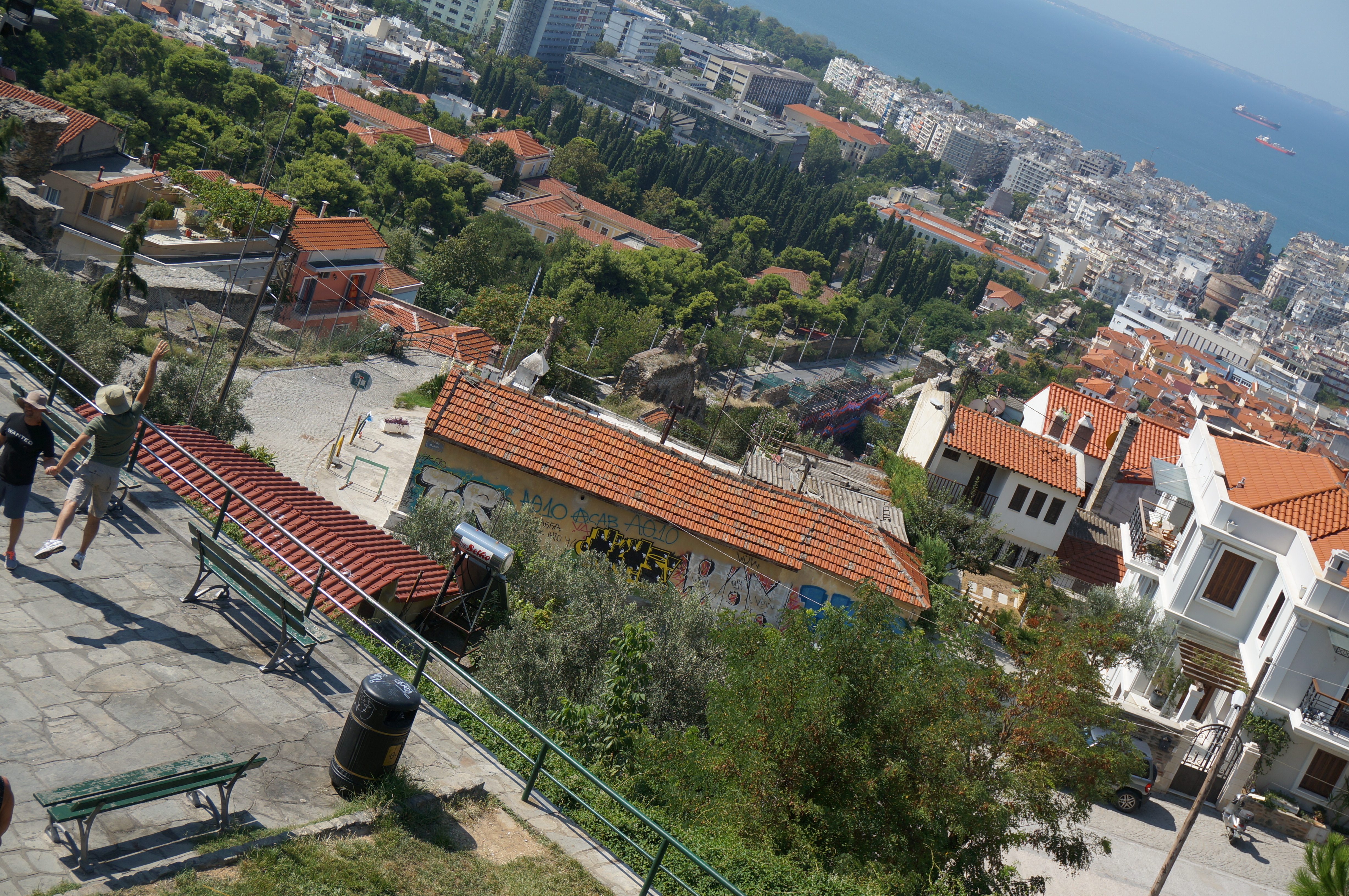
Le mur dans la ville moderne.
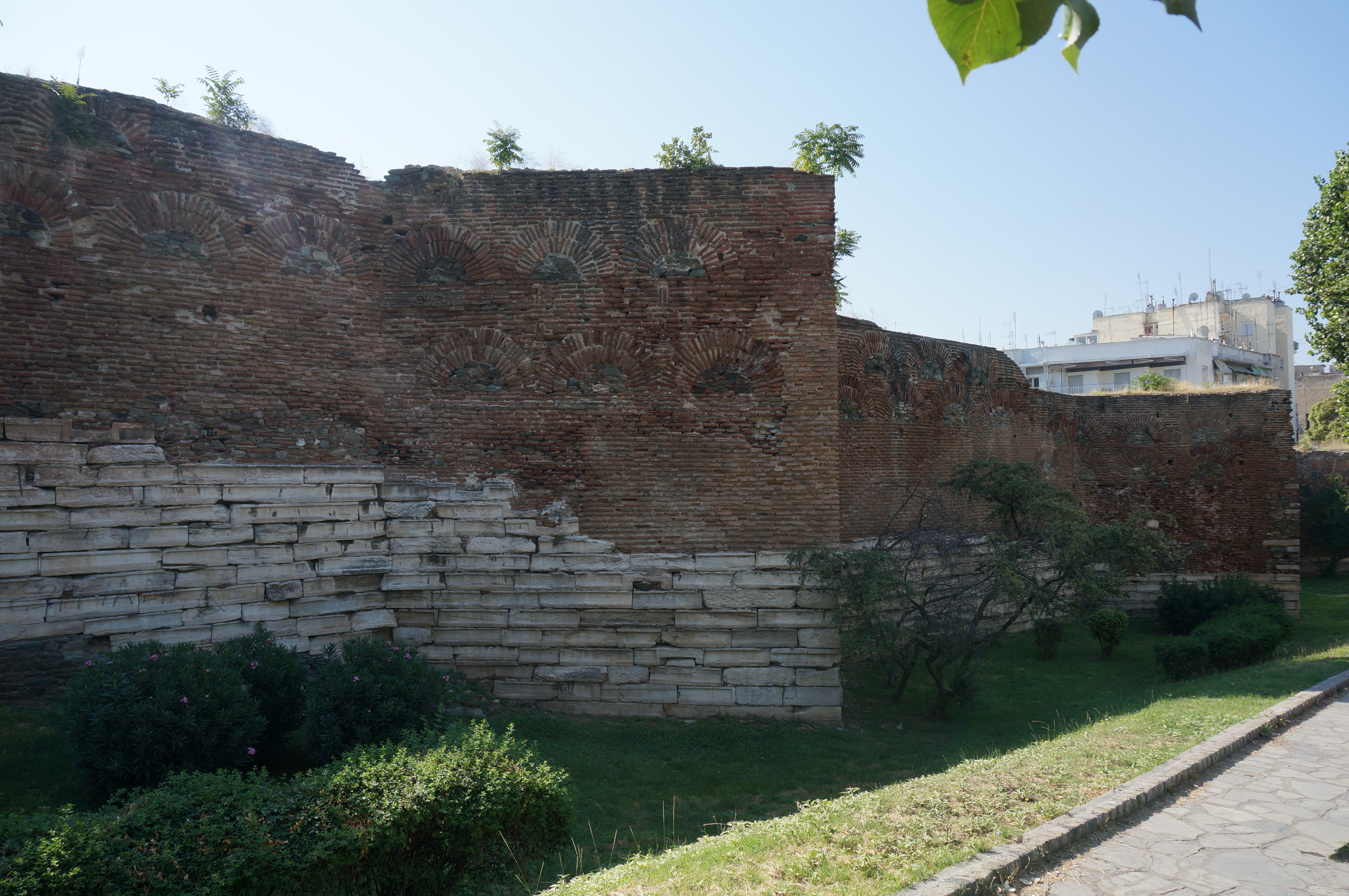
Deux types de construction du mur.
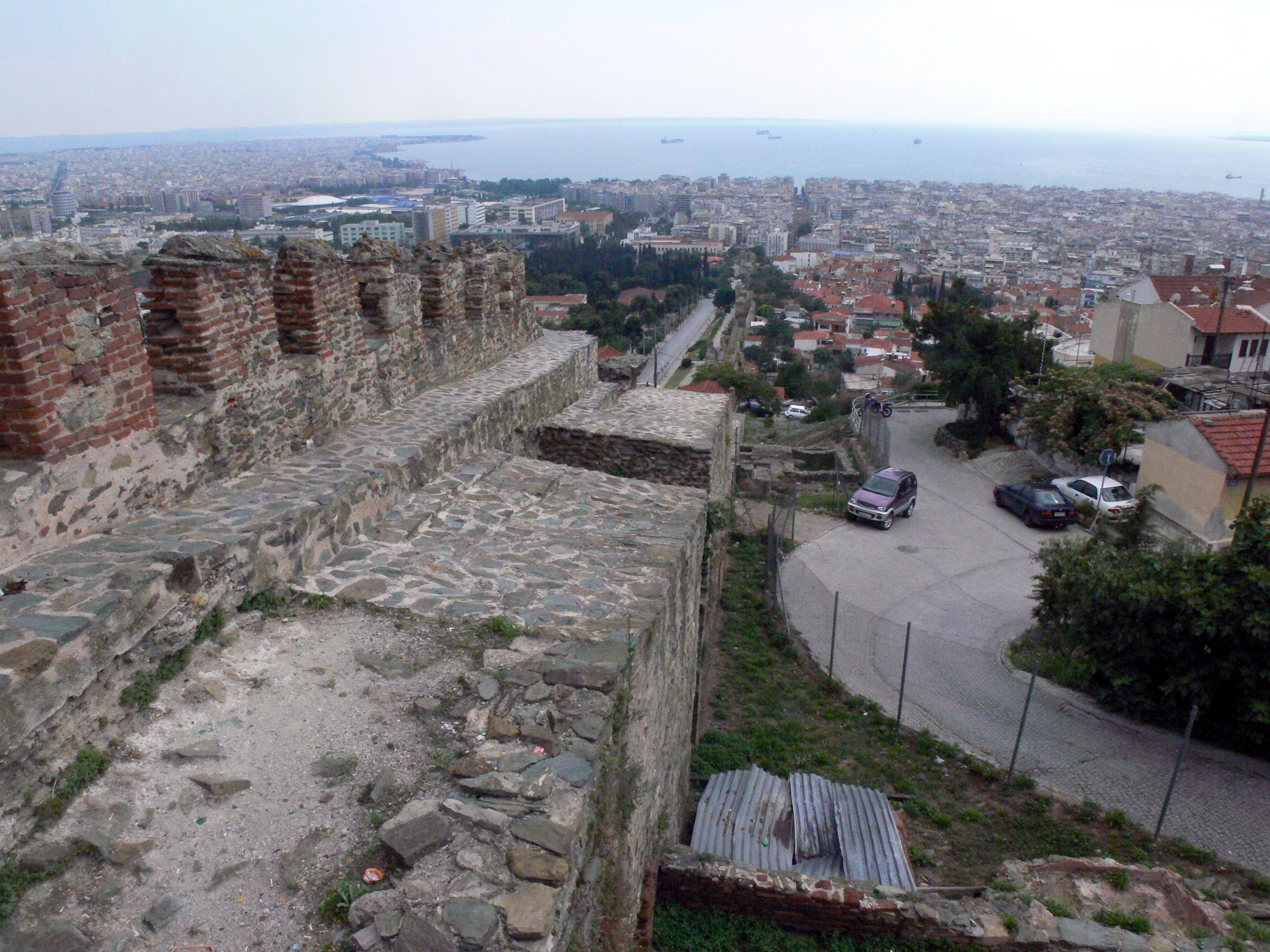
sommet du mur.
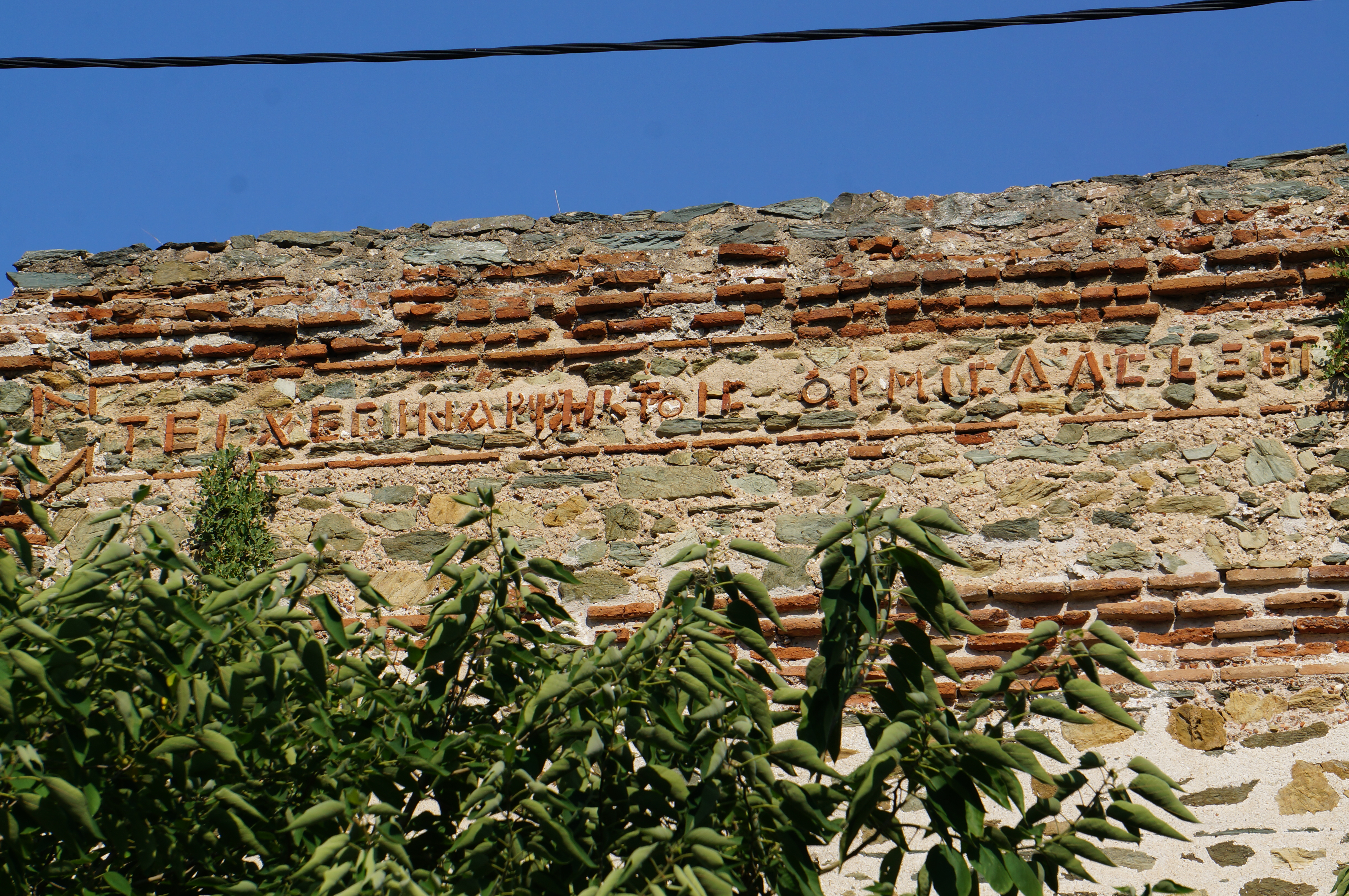
Inscription sur le mur.